# ان‌جی‌سی ۵۸۲۹
ان‌جی‌سی ۵۸۲۹ یک کهکشان‌ است.